# Evangelische Superintendentur A. B. Ostböhmen
Die Evangelische Superintendentur A. B. Ostböhmen war eine Diözese der Evangelischen Kirche A. B. in Österreich, die von 1900 bis 1918 bestand.

## Organisation
Die Superintendentur umfasste 15 (Stand: 1913) tschechischsprachige Pfarrgemeinden in Böhmen mit im Jahr 1913 insgesamt knapp 14.000 Mitgliedern. Sie war in keine Seniorate gegliedert und wurde von einem Superintendenten geleitet.

## Geschichte
Die Evangelische Superintendentur A. B. Ostböhmen ging im Jahr 1900 aus dem Östlichen Seniorat der Evangelischen Superintendentur A. B. Böhmen hervor. Die Superintendentur Böhmen war in zwei Seniorate gegliedert gewesen, ein östliches mit tschechischsprachigen Gemeinden und ein westliches mit deutschsprachigen Gemeinden, das nunmehr zur Evangelischen Superintendentur A. B. Westböhmen erhoben wurde. 1902 wurde Karel Eduard von Lány, der bereits seit 1875 als Senior das Östliche Seniorat geleitet hatte, zum ersten Superintendenten von Ostböhmen gewählt. Lany starb 1903. Sein Nachfolger wurde Jan Jakub Kučera im selben Jahr. Die Versammlung der Superintendentur beschloss 1903 die Confessio Bohemica als Bekenntnisschrift gleichwertig neben die Confessio Augustana zu stellen. Nach Kučeras Tod 1905 erfolgte die Wahl von František Trnka zum Superintendenten. Im selben Jahr fanden zahlreiche Feierlichkeiten anlässlich des 500. Todestages von Jan Hus statt. Sie bildeten einen Höhepunkt der neo-hussitischen Bewegung, die letztlich auf eine Loslösung von der Kirchenleitung in Wien und auf eine Union aller evangelischen tschechischsprachigen Gemeinden zielte. Dies bezog die Gemeinden der Evangelischen Kirche H. B. in Böhmen und Mähren mit ein. Auf Superintendent František Trnka folgte 1917 Superintendent Ferdinand Hrejsa. Nach dem Untergang Österreich-Ungarns beschloss eine Generalsynode in Prag am 17. Dezember 1918 die Sezession von den österreichischen Kirchen. Die Gemeinden der Evangelischen Superintendentur A. B. Ostböhmen wurden Teil der Evangelischen Kirche der Böhmischen Brüder.

## Gemeinden (Auswahl)
| Pfarrgemeinde   | Gründungsjahr                                 | Kirchengebäude | Bild                             |
| --------------- | --------------------------------------------- | --- | -------------------------------- |
| Černilow        | 1785                                          | Evangelisch-lutherische Kirche in Černilow; Toleranzbethaus in Bohuslawitz (Filialgemeinde), Friedhofskapelle in Schonow (Filialgemeinde) | Evangelische Kirche Černilov     |
| Humpoletz       | 1782                                          | Evangelische Kirche in Humpoletz, Toleranzbethaus in Humpoletz                                                                            | Toleranzbethaus in Humpoletz     |
| Kowanetz        | um 1781                                       | Evangelische Kirche in Kowanetz | Evangelische Kirche in Kowanetz  |
| Kreuzberg       | 1782                                          | Evangelische Kirche in Kreuzberg | Evangelische Kirche in Kreuzberg |
| Krschischlitz   | 1782                                          | Toleranzbethaus in Krschischlitz | Toleranzbethaus in Krschischlitz |
| Liebstadtl      | 1867 (zuvor Filialgemeinde von Krschischlitz) | Lutherisches Toleranzbethaus in Liebstadtl                                                                                                | Toleranzbethaus in Liebstadtl    |
| Lipkowitz       | 1782                                          | Evangelische Kirche in Lipkowitz | Evangelische Kirche in Lipkowitz |
| Opatowitz       | 1793                                          | Toleranzbethaus in Opatovice; Friedhofskapelle in Zwiestowitz (Filialgemeinde; Gebäudenutzung gemeinsam mit der Gemeinde H. B. in Čáslau) |                                  |
| Prag (böhmisch) | 1782                                          | Salvatorkirche in Prag | Salvatorkirche in Prag           |
| Rybnik          | 1854 (1782 als Filialgemeinde von Prag)       | Toleranzbethaus in Rybnik | Toleranzbethaus in Rybnik        |
| Ternawka        | 1782                                          | Evangelische Kirche in Ternawka | Evangelische Kirche in Ternawka  |